# Livonia (Luizjana)
Livonia – miasto w Stanach Zjednoczonych, w stanie Luizjana, w parafii Pointe Coupee.